# José María Yáñez Carrillo
El general José María Yáñez Carrillo (16 de octubre de 1804 - 9 de agosto de 1880) fue un militar mexicano que combatió durante la segunda época de la Independencia de México, el segundo intento de reconquista de México, la invasión estadounidense, la Guerra de los Pasteles, el intento de conquista del Estado de Sonora contra los filibusteros franceses, la segunda intervención francesa y después del lado del Segundo Imperio Mexicano.

## Biografía
Nació en Valle de Santiago, Guanajuato, siendo hijo de José Miguel Yáñez y su esposa, Francisca Carrillo. Dejó su casa a temprana edad.
Antes de cumplir los 17 años de edad empezó como soldado raso del 5.º Batallón, el 2 de junio de 1821, al servicio de las fuerzas realistas. Luego de la proclamación del Plan de Iguala, Yáñez se puso al servicio del recién formado Ejército Trigarante.
Ascendió a subteniente en abril de 1830 y pasó al 8.º Batallón de infantería, en el que sirvió durante 14 años. Llegó a teniente en 1832 y a capitán en octubre de ese mismo año. El siguiente año participó en las luchas entre centralistas y federalistas, y ascendió a teniente coronel. Ya para entonces era un veterano de muchas campañas, a los 29 años de edad.
En 1838, contribuyó en la poco exitosa defensa de Veracruz en contra de los invasores franceses cuando estos atacaron el puerto durante la Guerra de los Pasteles, siendo esta batalla conocida como la Batalla de San Juan de Ulúa. El 20 de mayo de 1846, se rebeló contra el presidente Mariano Paredes y Arrillaga, pues este político conservador trató de convertir a la república mexicana en una monarquía.
Ascendió a coronel a principios de 1846 y apoyó una sublevación en Guadalajara a favor de Antonio López de Santa Anna. La ciudad fue sitiada pero el coronel José María Yáñez se sostuvo durante varios meses hasta la caída del gobierno de Paredes y Arrillaga y el ascenso a la presidencia de Santa Anna.
Durante la invasión estadounidense a México, se le dio el mando del 9.º Batallón y ascendió a general el 3 de marzo de 1847 a los 42 años de edad. Al mando de un ejército de 500 hombres y seis piezas de artillería atacó a las fuerzas invasoras estadounidenses, que habían llegado a través del puerto de San Blas, lo que los obligó a retirarse.
Fue comandante general en Jalisco y luego pasó con el mismo puesto a Zacatecas, ya terminada la guerra, en 1848.
Por algún tiempo pasó a retiro en 1850.
Tenía ya casi 30 años de combatir y 46 años de edad. Se radicó en Aguascalientes, pero en 1852 volvió al servicio activo. Secundó una rebelión contra el presidente Arista y se hizo cargo del gobierno del estado de Jalisco y también de la Comandancia General de dicho estado.
En 1852 fue designado gobernador de Jalisco por los conservadores que apoyaron, con José María Blancarte, el Plan de Hospicio.
Para 1853 ya era general de brigada a los 48 años de edad. Luego de algún tiempo como gobernador de Jalisco pasó a Sinaloa como gobernador y comandante general.

### Batalla de Guaymas
Fue designado gobernador de Sonora el 19 de abril de 1854, y, el 13 de julio de ese mismo año, defendió el Estado contra un ejército bajo el mando del conde Gaston de Raousset-Boulbon en la Batalla de Guaymas en donde el estado de Sonora fue invadido por 400 filibusteros de Francia, Alemania y Chile al mando de Boulbon, quien intentaba aprovecharse del estado en el que se encontraba México y formar un país independiente. El conde de Boulbon había tratado de convencer a Yáñez de rendir Guaymas y, después de su negativa, atacaron el puerto el 13 de julio. Boulbon fue capturado y ejecutado el 13 de agosto. Al término de la administración de Santa Anna, Yáñez fue declarado "Benemérito de Sonora y Jalisco". Posteriormente, fue designado gobernador de Sinaloa y, como tal, aceptó el Plan de Tacubaya. Pocos días más tarde dimitió, dejando a Pedro Espejo como gobernador de Sinaloa, y viajó a la Ciudad de México.

### Fin de vida en activo y retiro
Durante el período del presidente Comomfort ascendió a general de brigada y en 1856 (52 años de edad) se encargó de la Secretaría de Guerra y Marina. Luego fue jefe de la IV División Militar con cuartel general en Mazatlán.  Fue elegido gobernador constitucional de Sinaloa en 1857.
En 1858 se proclamó el Plan de Tacubaya, que defendió en Sinaloa.  Luego sirvió a los gobiernos conservadores de Félix Zuloaga y Miguel Miramón durante la Guerra de Reforma.
Regresó al ejército en 1861 y se presentó en la Ciudad de México para combatir la intervención francesa en 1863. Tras ser derrotado en la batalla de San Lorenzo Almecatla, Puebla, se adhirió al Imperio y fue prefecto político en el Departamento de Guanajuato en 1863-1864.
El emperador Maximiliano de Habsburgo lo nombró General de División y Caballero de la Orden de Guadalupe y lo destinó a Guanajuato y el occidente del país.

Cruz de Caballero de la Orden de Guadalupe.

Al triunfo de los republicanos, se presentó a las autoridades y estuvo una temporada prisionero en la prisión militar de Santiago Tlaltelolco. Un tiempo después, el presidente Sebastián Lerdo de Tejada le concedió una pensión vitalicia de $2400 anuales por decreto del 16 de octubre de 1872.
Falleció en la Ciudad de México el 9 de agosto de 1880, en su casa marcada con el número 10 de la calle Nahuatlato, actualmente la séptima de República del Salvador, a los 76 años de edad y sus restos fueron sepultados con ayuda económica de Porfirio Díaz en el  cementerio del Tepeyac con honores militares.
En el año de 1919 sus restos y los de su esposa fueron trasladados a Guaymas y sepultados en el entonces cementerio nuevo.
Al abrirse en 1985 el cementerio Héroes Civiles de Guaymas, se trasladaron otra vez sus restos y se colocaron en una tumba junto a una estatua bañada en oro del general con traje de gala.